# Rammepodisma natoliae
Rammepodisma natoliae är en insektsart som först beskrevs av Willy Adolf Theodor Ramme 1939.  Rammepodisma natoliae ingår i släktet Rammepodisma och familjen gräshoppor. Inga underarter finns listade i Catalogue of Life.